# Johannes Stehle
Johannes Stehle (* 20. Juli 1981) ist ein ehemaliger deutscher Skirennläufer aus Obermaiselstein im Allgäu. Er ging für seinen Heimatverein SC Obermaiselstein an den Start.

## Karriere
Nach den Rücktritten Florian Eckerts, Max Rauffers und Andreas Ertls vom Leistungssport war Stehle einer der wenigen Abfahrtsspezialisten im deutschen Team. Bei den Deutschen (Junioren-)Meisterschaften konnte er einige gute Resultate erringen. In der Saison 2005/06 konzentrierte er sich auf Europacup- und FIS-Rennen, hatte aber auch einige Auftritte im Weltcup. Für Aufsehen sorgte sein sechster Platz im Training zur Weltcupabfahrt in Garmisch-Partenkirchen im Januar 2006. Zum Abschluss der Saison 2005/06 wurde er bei der Deutschen Meisterschaft in Innerkrems hinter Stephan Keppler Vizemeister in der Abfahrt und holte bei der Militärweltmeisterschaft in Andermatt Silber mit dem Team. Sein bestes Resultat im Weltcup erreichte er am 15. Dezember 2007 bei der Abfahrt in Gröden, als er 17. wurde. Vier weitere Male konnte er sich unter den 30 Besten platzieren. Im Sommer 2008 beendete er seine Karriere aus gesundheitlichen Gründen.

## Privates
Stehle heiratete am 2. Juli 2005 die deutsche Skilangläuferin Evi Sachenbacher, mit der er zwei Kinder hat. Sein jüngerer Bruder Dominik Stehle war ebenfalls Skisportler.